# Miramichi-Baie-du-Vin
Circonscription électorale provinciale du Canada
Miramichi—Baie-du-Vin est une ancienne circonscription électorale provinciale du Nouveau-Brunswick. La circonscription est dissoute parmi les circonscriptions de Miramichi-Sud-Ouest-Baie du Vin et Miramichi.

## Liste des députés
|  | Roger Wedge    | Progressiste-conservateur | 1982 - 1987  |
|  | Frank McKenna  | Libéral                   | 1995 - 1997  |
|  | James Doyle    | Libéral                   | 1997¹ - 1987 |
|  | Michael Malley | Progressiste-conservateur | 1999 - 2006  |
|  | Bill Fraser    | Libéral                   | 2006 - 2010  |
|  | Bill Fraser    | Libéral                   | 2010 - 2014  |

- ¹ Élection partielle à la suite de la démission de Frank McKenna.